# Бель-Виль
Бель-Виль (исп. Bell Ville) — город и муниципалитет в департаменте Уньон провинции Кордова (Аргентина), административный центр департамента.

## История
Вскоре после основания в 1573 году города Кордова, в этих местах при неизвестных обстоятельствах скончался некий священник, и поэтому они получили название Фраиле-Муэрто (исп. Fraile Muerto, «мёртвый священник»). Когда через несколько лет началась разметка территории для дороги между Буэнос-Айресом и Кордовой, то Фраиле-Муэрто был выбран в качестве одного из остановочных пунктов этой дороги.
В 1630 году здесь поселились первые землевладельцы. В 1700 году выросшее здесь поселение считалось самым важным населённым пунктом на дороге между Кордовой и Буэнос-Айресом. В первой половине XVIII века индейцы уничтожили практически все европейские поселения в районе Рио-Терсеро, и лишь находящийся в её устье Фраиле-Муэрто оставался последним испанским оплотом.
В 1779 году по приказу Рафаэля де Собремонте для обороны Фраиле-Муэрто был выстроен форт.
В XIX веке, в период гражданских войн, эти места не раз становились ареной сражений. Так, 8 ноября 1818 года здесь произошло сражение между авангардом Вспомогательной северной армии, которым командовал полковник Хуан Баутиста Бустос, и войсками из провинции Санта-Фе под командованием Эстанислао Лопеса. 5 февраля 1831 года здесь состоялось сражение между силами Анхеля Пачеко и Хуана Эстебана Педернеры.
В середине XIX века Аргентина начала постепенно восстанавливаться после эпохи гражданских войн. В 1856 году губернатор Роке Феррейра переименовал Фраиле-Муэрте в Вилья-де-Сан-Херонимо. В 1866 году здесь была построена железнодорожная станция.
В конце 1870 года президент Доминго Фаустино Сармьенто отправился на поезде в Кордову, чтобы принять участие в открывающейся там в начале 1871 года Первой Аргентинской Промышленной Выставке. Во время остановки в этих местах он, узнав об их историческом названии, предложил переименовать их во что-нибудь менее страшное. Узнав, что здесь владеют землёй два шотландца по фамилии Белл, он решил переименовать поселение в Бель-Вилье, что можно понимать и как «Прекрасный город», и как «Город Беллов».
В 1908 году Бель-Вилье получил статус города.